# Jayson Tatum
Jayson Christopher Tatum (ur. 3 marca 1998 w Saint Louis) – amerykański koszykarz występujący na pozycji niskiego skrzydłowego, zawodnik Boston Celtics.
Wystąpił w czterech meczach gwiazd szkół średnich – McDonalds All-American, Jordan Brand Classic, Nike Hoop Summit (wszystkie trzy - 2016) i Nike The Trip (2015). Zdobył też tytuł najlepszego zawodnika szkół średnich USA (Gatorade National Player of the Year - 2016) oraz zawodnika roku szkół średnich stanu Missouri (Missouri Gatorade Player of the Year - 2014, 2015, 2016). W 2023 roku awansował na drugie miejsce w klasyfikacji historycznej Celtics w zdobytych trójkach w fazie play-off. Został pierwszym koszykarzem w historii, który zdobywał 50 punktów w meczu Gwiazd, meczu sezonu zasadniczego, meczu play-in, meczu play-offów. W 2023 roku w głosowaniu Dyrektorów Generalnych NBA zdobył 47% głosów na najlepszego niskiego skrzydłowego ligi.
Jego ojciec Justin Tatum grał w koszykówkę na uczelni St. Louis, a następnie profesjonalnie w Holandii.

## Osiągnięcia
Stan na 12 sierpnia 2024, na podstawie, o ile nie zaznaczono inaczej.
NCAA
- Uczestnik turnieju NCAA (2017)
- Mistrz turnieju konferencji Atlantic Coast (ACC – 2017)
- Zaliczony do:
  - I składu:
    - najlepszych pierwszorocznych zawodników ACC (2017)
    - turnieju ACC (2017)

  - III składu ACC (2017)

NBA
- Mistrz NBA (2024)
- Wicemistrz NBA (2022)
- MVP:
  - meczu gwiazd NBA (2023, 2024)[8][9]
  - finałów Konferencji Wschodniej NBA (2022)[10]
- Zaliczony do:
  - I składu:
    - NBA (2024)[11]
    - debiutantów NBA (2018)[12]

  - III składu NBA (2020)[13]
- Zwycięzca konkursu Skills Challenge (2019)[14]
- Uczestnik:
  - meczu gwiazd NBA (2020[15], 2021[16], 2022[17], 2023[8])
  - Rising Stars Challenge (2018, 2019[18], 2020[19])
  - konkursu rzutów za 3 punkty (2021[20], 2023[21])

Reprezentacja
- Mistrz:
  - olimpijski (2020[22], 2024[23])
  - świata:
    - U–19 (2015)
    - U–17 (2014)

  - Ameryki U–16 (2013)
- Uczestnik mistrzostw świata (2019 – 7. miejsce)[24]